# Руденька (Хойникский район)
Руденька (бел. Рудзенька) — упразднённая деревня в Хойникском районе Гомельской области Беларуси. Входила в состав Великоборского сельсовета.
В связи с радиационным загрязнением после катастрофы на Чернобыльской АЭС жители переселены в чистые места.

## История
В 1844 году Руденьки — деревня фольварка Гудова поместья Хойники, собственность Владислава Карловича Прозора, в Речицком уезде Минской губернии. В 1897 году деревня в Хойникской волости того же уезда.
С 8 декабря 1926 года в составе Великоборского сельсовета Хойникского района Речицкого с 9 июня 1927 года Гомельского округов (до 26 июля 1930 года), с 20 февраля 1938 года в Полесской, с 8 января 1954 года в Гомельской областях.

## Население

### Численность
- 2004 год — хозяйства, жителя.

### Динамика
- 1844 год — 3 двора, 19 жителей.
- 1897 год — 7 дворов, 55 жителей (согласно переписи).
- 1909 год — 10 дворов, 70 жителей.
- 1917 год — 15 хозяйств, 96 жителей.
- 1926 год — 19 хозяйств, 100 жителей.
- 1959 год — 37 жителей (согласно переписи).
- 1970 год — 23 жителя.
- 2004 год — дворов, жителей.